# 略語
略語（りゃくご、英: abbreviation）とは、ある語の一部を何らかの方法で省略または簡略した形で、なお元の意味を保っているもの。広義では、頭字語をも指す。類似する概念に、省略語（しょうりゃくご）・短縮語（たんしゅくご）がある。地名・人名・団体名その他の固有名詞の正式名称について略したものは、略称（りゃくしょう）という。
略語が作られる主な理由は、発話や筆記、あるいは機械を使った音声や文字の入力、そして通信および印刷などを行う際に、語形の長さからくる煩わしさを回避するためである。他に、仲間以外に知られないようにするために作られる隠語的な略語もある。

## 略語の形態

### 日本語
日本語の略語：
1. 和語・漢語の略語[注 1]
  1. 形態素の音声を忠実に取り入れたもの（例：国際連合→国連、公正取引委員会→公取委）
  2. 形態素の音声面をぼかす暗号的なもの（例：警察→サツ、渋谷→ブヤ）
  3. 形態素の音声面を捨てて、文字に基づくもの（例：東京と横浜→京浜、外国為替→外為）
  4. 形態素から最も遠い、欧文の略語法に倣ったもの（例：日本放送協会→Nippon Hoso Kyokai→NHK）
2. 外来語ないし和製英語の略語[注 2]
  1. カタカナ略語 - カタカナ表記による語が何らかの方法で簡略化したもの
    1. 単一語
      1. 前省略型（例：アルバイト→バイト）
      2. 中省略型（実例はほとんどない）
      3. 後省略型（例：ストライキ→スト、チョコレート→チョコ）

    2. 複合語
      1. 前省略型（例：ヒットエンドラン→エンドラン）
      2. 中省略型（例：ルポルタージュライター→ルポライター）
      3. 後省略型（例：コンビニエンスストア→コンビニ、デパートメントストア→デパート）
      4. 頭字語型（例：エンジンストール→エンスト、パーソナルコンピュータ→パソコン）
      5. 文字による略語（例：パシフィック・リーグ→パ・リーグ）

  2. ローマ字略語 - ローマ字表記のまま簡略に出来ているもの。後述する外国語の頭字語の中には、日本語の一部として定着したものもある。（例：Parent-Teacher Association→PTA）
3. 異言語の混成（混種語）による略語（例：空＋オーケストラ→カラオケ）

国語学者の森岡健二によれば、日本語（和語・漢語）の略語全体に目立つ特徴は、その大部分が固有名詞か、専門用語か、あるいは俗語・隠語の仲間であるということである。また、外来語のカタカナ略語は、原語の形態素に沿って忠実に簡略化したものでなく、原語の形態を無視した符号的な性格をもつところに特色があるという。日本語の略語は、外来語由来のものも含めて、ふつう4拍以内に収まることが多い。

### アルファベットを使用する言語
アルファベットを使用する言語の略語（英語を例に）：
1. 頭字による省略（頭字語）
  1. アクロニム - 複合語を構成する各単語の頭文字だけを並べた語で、略語を通常の単語と同じように発音するもの[注 4]（例：National Aeronautics and Space Administration→NASA→ナサ、Radio Detecting and Ranging→radar→レーダー）
  2. イニシャリズム - 複合語を構成する各単語の頭文字だけを並べた語で、略語のアルファベットを一字ずつ発音するもの[注 4]（例：Federal Bureau of Investigation→FBI→エフ・ビー・アイ、United States of America→USA→ユー・エス・エー）
2. 切り捨てによる省略（端折り語、クリッピング（英語版））- 単語を短縮して表現する方法
  1. 前省略型（例：Internet→net, telephone→phone, weblog→blog）
  2. 中省略型（例：Doctor→Dr., mathematics→maths）
  3. 後省略型（例：Company→Co., facsimile→fax, memorandum→memo）
  4. 前後省略型（例：influenza→flu）
  5. 母音省略型[注 5]（例：building→bldg.）
3. 混成による省略（ブレンド（英語版））
  1. 混成語 - （例：binary digit→bit）
  2. かばん語 - （例：breakfast＋lunch→brunch）
4. ラテン語由来の古典的な略語（例：confer→cf., exempli gratia→e.g., et cetera→etc.）

### 中国語
中国語の略語：
1. 縮略 - 語の一部を省略したもの
  1. 簡称 - 名称を簡略化したもの（例：中国作家協会→作協、北京大学→北大、中国中央电视台→央视）
  2. 語頭連結型 - ABXY→AXの形（例：法律制度→法制、公共衛生→公衛）
  3. 語頭語尾連結型 - ABXY→AYの形（例：公共道徳→公徳、節約用水→節水）
  4. 語尾語頭連結型 - ABXY→BXの形（例：人民警察→民警、教授徒弟→授徒）
  5. 語尾連結型 - ABXY→BYの形（例：結婚年齢→婚齢、教師学生→師生）
  6. 語の省略型
    1. 前項語の省略 - ABXY→XYの形（例：国際公制→公制、工作母機→母機）
    2. 後項語の省略 - ABXY→ABの形（例：華氏温度→華氏、通信連絡→通信）

  7. 語順の転倒型 - ABXY→XBまたはXAの形（例：審閲校訂→校閲、船舶租賃→租船）
2. 統括 - 複数の語の共通の意味をもつ音節を取り出し、それらの語の数を冠したもの（例：徳育、智育、体育→三育）
3. 代称 - 省略という方法ではなく、他の語で置き換えるもの（例：上海→滬、広州→穗）

中国語の略語について、『略語手冊』（李熙宗・孫蓮芬 編、1986年、知識出版社）には二字漢語による合成語とその縮略型、語順の転倒型が2438語収録されているが、前述した縮略型略語の中では語頭連結型が36.5%を占めており、語頭（A・X）の省略は一般に少ない。特に、前項語の語頭（A）が省略されている略語は22.4%にすぎないのに対して、語尾（B）が省略されている語は77.5%もある。